# Pseudomastax imitatrix
Pseudomastax imitatrix är en insektsart som först beskrevs av Gerstaecker 1889.  Pseudomastax imitatrix ingår i släktet Pseudomastax och familjen Eumastacidae. Inga underarter finns listade i Catalogue of Life.